# Photinia fokienensis
Photinia fokienensis är en rosväxtart som först beskrevs av Adrien René Franchet, och fick sitt nu gällande namn av Adrien René Franchet. Photinia fokienensis ingår i släktet Photinia och familjen rosväxter. Inga underarter finns listade i Catalogue of Life.